# 高巣由貴
髙巣 由貴（たかす ゆき、1989年7月15日 - ）は、元テレビ宮崎のアナウンサー。血液型はB型。

## 略歴
福岡市生まれ、熊本県・広島県育ち。早稲田大学教育学部卒業。2013年4月テレビ宮崎に入社。

## 過去の担当番組
- U-doki（2代目お天気キャスター）
- Mスポーツ
- UMKスーパーニュース（2014年4月 - 2019年3月）：スポーツキャスター
- U-doki（2019年4月 - 2022年3月26日）
- みやざきゲンキTV（2019年4月 - ）
- You & Live Smile
- UMKニュース